# Urdla
L'URDLA - centre international estampe & livre est une structure associative, sise à Villeurbanne, dédiée à l'estampe originale et au livre. Lieu hybride, l'URDLA regroupe des ateliers d'impression (taille d'épargne, taille-douce, lithographie, typographie), une galerie d'exposition et une librairie. L'association relie la sauvegarde d'un patrimoine technique et artisanal, le soutien à la création contemporaine et la diffusion de ses productions auprès de tous les publics.

## Historique
En 1978, à l’initiative de Max Schoendorff, peintre proche des surréalistes, quelques artistes s’associèrent pour sauver d’une destruction imminente le patrimoine d’une imprimerie lithographique lyonnaise désuète et en faillite. Dans un premier temps atelier collectif de pratique de l’estampe, l’URDLA devient progressivement éditeur d’art au service de la création contemporaine. Au fil du temps, l’association a évolué et s’est enrichi de nouvelles techniques (gravure, typographie). L’URDLA reçoit en dépôt au début des années 1980 du ministère de la Culture, la plus grande presse jamais construite, impliquant le déménagement de la structure à Villeurbanne dans une ancienne usine rénovée offrant une surface de 1000m2. En 1990, en association avec l’atelier suisse de Saint-Prex, l’URDLA ouvre son propre atelier de taille-douce.

## Activités
L’URDLA sélectionne et invite en résidence des artistes, une douzaine par an, et leur offre la possibilité de pratiquer l’estampe originale en mettant à leur disposition le matériel et le personnel nécessaire à l’élaboration de leur projet (taille d'épargne, taille douce, lithographie, typographie). À l’issue d’une résidence, un BAT (bon à tirer) permet au public de découvrir les feuilles sorties des presses et de rencontrer l’artiste. 
L’URDLA organise chaque année quatre à cinq expositions, tantôt monographiques tantôt collectives, présentant les créations réalisées au sein de la structure. Différents événements sont programmés lors de chacune des expositions : commentaires, rencontres avec l’artiste. Des visites guidées techniques ou liées aux expositions, ainsi que des ateliers de pratique, sont régulièrement organisées à destination des amateurs, collectionneurs et scolaires. 

### Éditions

#### Estampes
Les estampes éditées par l’URDLA sont originales dans leur création, et multiples dans leur impression. Originales dans leur création car les artistes travaillent eux-mêmes à la réalisation des matrices. Chaque estampe est tirée à une vingtaine d’exemplaires au maximum. Les exemplaires sont numérotés et signés par l’artiste. Le tirage est ensuite divisé en deux : l’artiste garde les numéros pairs, et l’URDLA conserve pour la vente les numéros impairs, ainsi qu’un exemplaire d’archive et un exemplaire pour le dépôt légal (Bibliothèque Nationale de France.)
Depuis sa fondation en 1978, l’URDLA a édité plus de 2500 estampes de 300 artistes aux pratiques diverses, de générations différentes et venus du monde entier. Parmi eux : Damien Deroubaix, Émilie Ding, Rémy Jacquier, Alison Knowles, Marcia Hafif, Mario Merz, Jean-Luc Parant, Jacques Villeglé, Claude Viallat, Robert Wilson, Gilles Ghez...

#### Livres
L’URDLA édite plusieurs collections : Livres de peintre, Fil à plomb, Aperçu, Avant post, Hurdle, La source d'Urd, des catalogues d'expositions ainsi qu'une revue apériodique intitulée "ça presse" accompagnant certaines expositions. 